# Алма-Арасан (село)
Алма́-Араса́н (каз. Алма-Арасан) — село и бальнеологический горный курорт в Карасайском районе Алматинской области Казахстана. Входит в состав Большеалматинского сельского округа. Находится в 26 км от Алма-Аты (от границы города 2012 года не более 10 км.) в одноимённом ущелье Алма-Арасан, Заилийского Алатау, в живописной местности, на высоте 1800—1850 метров над уровнем моря. Открыт в 1931 году. Функционирует круглогодично, на 220 мест летом и 200 — зимой.
Лето умеренно-тёплое (средняя температура июля 15 °C), зима мягкая (средняя температурa января −4 °C), осень тёплая, ясная.

## Население
В 1999 году население села составляло 236 человек (109 мужчин и 127 женщин). По данным переписи 2009 года, в селе проживали 772 человека (383 мужчины и 389 женщин).

## О «курорте»
В советское время и до начала 2000-х годов рядом с селом для населения республики действовал бальнеологический горный курорт, представляющий собой государственный санаторий «Алма-Арасан», в котором применялись слабо минерализованные термальные воды для лечения заболеваний опорно-двигательного аппарата, нервной системы, гинекологических и других.

## Экологические нарушения
Вдоль реки ведущей в сторону санатория в ущелье Алма-Арасан начиная с 2012 года по настоящее время было построено и продолжает строиться множество ресторанов и кафе, которые в нарушение природоохранных и водоохранных норм и законов, возведены и возводятся в водоохранной полосе. Для возведения кафе и ресторанов сносятся многочисленный травяной и почвенный покров, деревья, а канализационные воды и мусор сливаются и выбрасываются в реку.

## Прочие факты
- На въезде в ущелье стоит экологический пост, сбор за одну машину составляет 500—1000 тенге.
- За засорение «курорта» мусором предусмотрен административный штраф.
- Территория санатория «Алма-Арасан» в настоящее время находится в частной собственности и недоступна для туристов.